# Absolwentka (film)
Absolwentka (ang. Post Grad) – amerykańska komedia z 2009 roku w reżyserii Vicky Jenson.
W weekend otwierający emisję w Stanach Zjednoczonych wpływy ze sprzedaży biletów wyniosły 2 651 996 dolarów amerykańskich.

## Fabuła
Piękna Ryden Malby, absolwentka college'u traci szansę na wymarzoną pracę. Dziewczyna jest zmuszona ponownie zamieszkać z rodzicami.

## Obsada
- Alexis Bledel jako Ryden Malby
- Zach Gilford jako Adam
- Michael Keaton jako Walter Malby
- Carol Burnett jako Maureen Malby
- Bobby Coleman jako Hunter Malby
- Rodrigo Santoro jako David
- Jane Lynch jako Carmella
- Demetri Martin jako Ad Exec
- Anna Khaja jako Juanita
- Vanessa Branch jako Vivien - recepcjonistka
- Kirk Fox jako Bill
- Andrew Daly jako Lloyd Hastings
- Catherine Reitman jako Jessica
- Michael Terry jako Student
- Oscar Dillon jako Ochroniarz
- Angel Oquendo jako Oficer Ortega
- Mary McGarry jako Barbara Snaff